# Сабаналарга (Антьокия)
Сабаналарга (исп. Sabanalarga) — город и муниципалитет на северо-западе Колумбии, на территории департамента Антьокия. Входит в состав субрегиона Западная Антьокия.

## История
До прихода испанцев на территории муниципалитета обитало индейское племя нутабес.
Поселение из которого позднее вырос город было основано 16 мая 1616 года. Муниципалитет Сабаналарга был выделен в отдельную административную единицу в 1740 году.

## Географическое положение

Муниципалитет Сабаналарга

Город расположен в северо-западной части департамента, в гористой местности Центральной Кордильеры, к востоку от реки Каука, на расстоянии приблизительно 66 километров к северо-северо-западу от Медельина, административного центра департамента. Абсолютная высота — 1556 метров над уровнем моря.

Муниципалитет Сабаналарга граничит на севере с муниципалитетом Итуанго, на востоке — с муниципалитетами Толедо и Сан-Андрес-де-Куэркия, на юге — с муниципалитетом Либорина, на западе — с муниципалитетами Буритика и Пеке. Площадь муниципалитета составляет 265 км².

## Население
По данным Национального административного департамента статистики Колумбии, совокупная численность населения города и муниципалитета в 2012 году составляла 8191 человек.
Динамика численности населения муниципалитета по годам:
| 2005 | 2006 | 2007 | 2008 | 2009 | 2010 | 2011 | 2012 |
| ---- | ---- | ---- | ---- | ---- | ---- | ---- | ---- |
| 8193 | 8193 | 8192 | 8192 | 8192 | 8192 | 8191 | 8191 |

Согласно данным переписи 2005 года мужчины составляли 51,7 % от населения Сабаналарги, женщины — соответственно 48,3 %. В расовом отношении белые и метисы составляли 99,9 % от населения города; негры, мулаты и райсальцы — 0,1 %.
Уровень грамотности среди всего населения составлял 81,1 %.

## Экономика
Основу экономики Сабаналарги составляет сельскохозяйственное производство. На территории муниципалитета выращивают кукурузу, фасоль, бананы, сахарный тростник и другие культуры. Развито скотоводство.

53,2 % от общего числа городских и муниципальных предприятий составляют предприятия торговой сферы, 38 % — предприятия сферы обслуживания, 8,8 % — промышленные предприятия.